# Austrotherm
Die Austrotherm GmbH ist ein österreichischer und internationaler Hersteller für Dämmstoffe mit Hauptsitz Wopfing und nationalen Standorten in Pinkafeld und Purbach im Burgenland sowie neu seit 2024 in Michelhausen, Niederösterreich. Das Unternehmen wurde 1953 von Oswald Nowotny in Wien als Dämmstoffe Nowotny gegründet und gehört heute zur Schmid Industrie Holding.

## Geschichte
1953 begann Oswald Nowotny in Wien als erster Unternehmer in Österreich mit der Herstellung von Styropor. Vorerst konzentrierte er sich auf den Einsatz des ein Jahr zuvor von BASF entwickelten expandierten Polystyrol (EPS), auch Styropor genannt, im Bereich Dekorationen, wie z. B. für Schaufensterpuppen oder Büsten. Nachdem er bereits lange Zeit die hervorragenden Wärmedämmeigenschaften von EPS kannte, errichtete er in Purbach am Neusiedlersee eine Produktionsanlage für EPS-Platten, welche er 1964 eröffnete. Diese hat eine Gesamtkapazität von mehr als 30.000 m³ pro Jahr. Nachdem Anfang der 1980er Jahre in Österreich der Bedarf für diese Dämmplatten deutlich stieg, erwarb der damalige geschäftsführende Gesellschafter der Wopfinger Stein- und Kalkwerke, Friedrich Schmid, das Unternehmen von Nowotny.

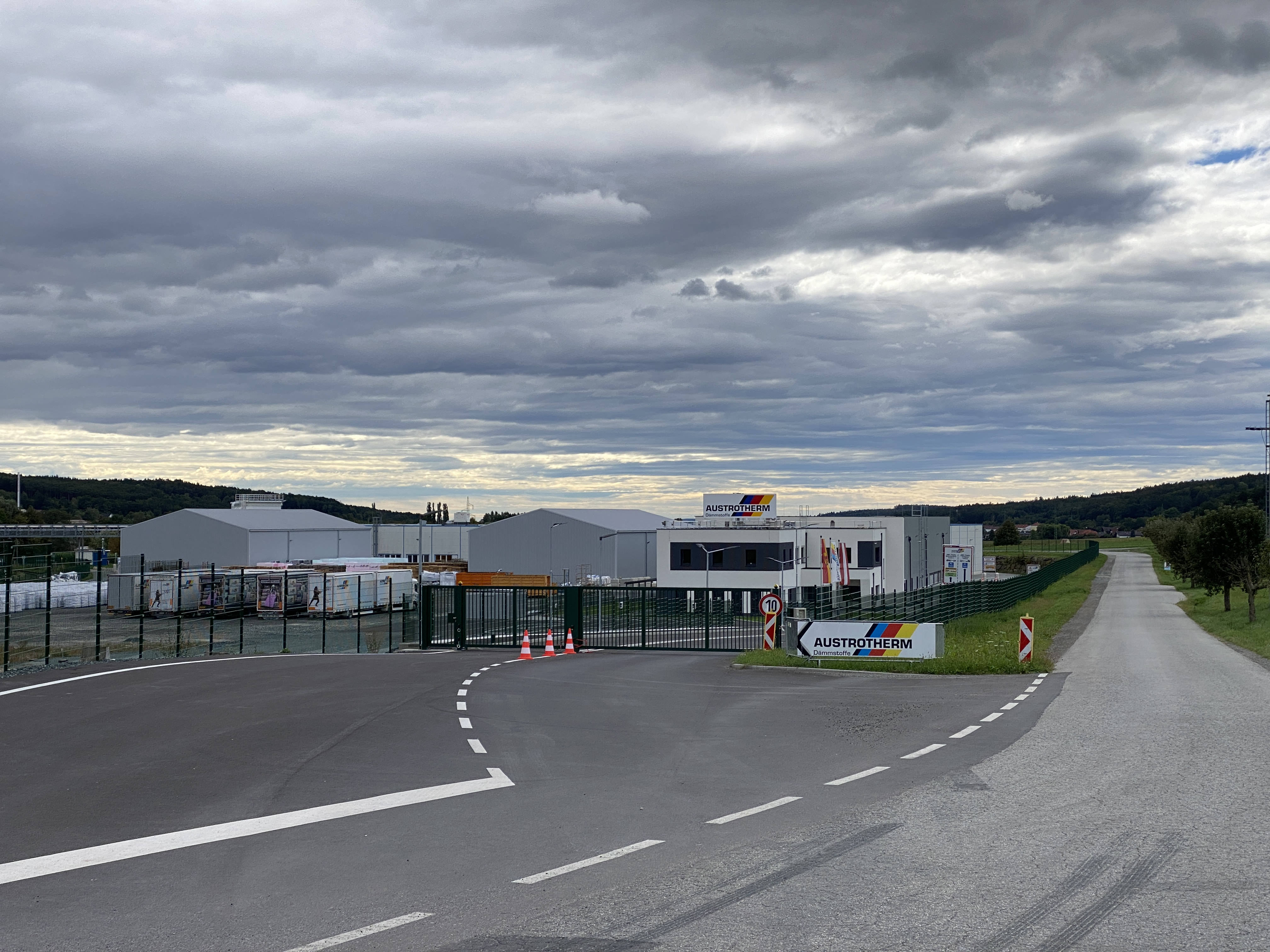
Austrotherm-Werk Pinkafeld

Die Erdölkrisen der 1970er Jahre verursachten hohe Preissteigerungen für Heizstoffe. Der sich daraus ergebende Anstieg des Bedarfs an Dämmstoffen konnte daraufhin nicht mehr allein durch diesen Produktionsstandort abgedeckt werden. Schmid erweiterte das Unternehmen daraufhin 1982 um den Produktionsstandort Pinkafeld, welcher von der damaligen Firma Wieser übernommen wurde. Zusammen verfügte das Unternehmen nunmehr über eine Gesamtproduktionskapazität von 150.000 m³ pro Jahr.
1991 wurde in Ungarn die Austrotherm Győr als 100-%-Tochterunternehmen von Dämmstoffe Nowotny gegründet und produziert ab diesem Zeitpunkt für den ungarischen Markt. Die Jahresproduktion lag hier anfangs bei 100.000 m³ pro Jahr und wird ständig erweitert. Im gleichen Jahr begann das Unternehmen am Standort Pinkafeld mit der Produktion von extrudiertem Polystyrol-Hartschaumstoff (XPS). Dieser Dämmstoff wurde bis zu diesem Zeitpunkt in Österreich ausschließlich durch die damals weltmarktbeherrschenden Chemiekonzerne BASF und Dow Chemical vertrieben. Durch umfangreiche Forschungsarbeiten und Änderungen an der Produktionsanlage in Purbach wurde schließlich die "rosarote" Thermopan-XPS-Platte entwickelt. Dämmstoffe Nowotny wurde damit Österreichs einziger XPS-Hersteller.
1993 bildete Nowotny mit dem polnischen EPS-Rohstoffhersteller Zaklady Chemiczne Oświęcim und dem Handelshaus Ciech-Stomil in Oświęcim ein Joint Venture und gründete das Unternehmen Austrotherm Oświęcim. Der Produktionsstandort in der Nähe von Kattowitz wird mit einer Jahresproduktionskapazität von 200.000 m³ bewirtschaftet.
1994 wurde das Unternehmen Dämmstoffe Nowotny Österreich in Austrotherm GmbH umbenannt, um einen einheitlichen Marktauftritt und Wiedererkennungseffekt in Europa zu gewährleisten.
1997 ging in Bratislava (Slowakei) das dritte EPS-Werk in Osteuropa, mit einer Jahreskapazität von 200.000 m³, in Betrieb.
1999 wurde ein weiteres Joint Venture mit dem koreanischen Schaumfolien-Produzenten Joongbo Chemical Ind. Co. Ltd. begründet und die Tochterfirma Korplast PE-Produktions- und VertriebsgmbH mit Hauptsitz in Pinkafeld gegründet. Austrotherm hält an dieser eine Mehrheitsbeteiligung in Höhe von 51 %. Das Unternehmen produziert Schaumfolien als Schutzmaterial im Verpackungsbereich sowie als Trittschall- und Wärmedämmung im Bauwesen. Im September des gleichen Jahres wurde im neu errichteten EPS-Werk in Bukarest (Rumänien) der volle Produktionsbetrieb aufgenommen. Dieses ist auf eine Jahreskapazität von 400.000 m³ ausgelegt und beschäftigt 20 Mitarbeiter. Weiterhin wurde in Skierniewice das zweite polnische EPS-Werk errichtet.
2001 wurden die ehemaligen Joint Ventures Austrotherm Polska und Korplast zu 100 % übernommen und in Gyöngyös das zweite ungarische EPS-Plattenwerk in Betrieb genommen. Es stellt nunmehr das modernste und leistungsstärkste Werk der gesamten Gruppe, mit einer Jahreskapazität bei 600.000 m³ EPS, dar.
Im August 2003 wurde das neue EPS-Werk in Valjevo, Serbien, 80 km südlich von Belgrad eröffnet. Es steht auf einem 12.000 m² großen Areal, ist auf eine Jahreskapazität von 400.000 m³ und in der Endausbaustufe 40 Mitarbeiter ausgelegt.
2004 wurde ein EPS-Werk in Sofia mit einer Jahreskapazität von 400.000 m³ errichtet und somit auch der Markt in Bulgarien bedient.
In den Jahren 2005 bis 2006 wurden weitere Werke und Vertriebsgesellschaften in Serbien, Durres (Albanien) und Horia/Banat (Rumänien) errichtet. Letztere gewährleistet nunmehr auch den Export der EPS-Platten in die Ukraine und Moldawien.
2008 wurde ein weiteres Werk in Ajtos (Bulgarien), mit einer Jahreskapazität von 400.000 m³, eröffnet. Im Herbst 2008 nahm in der Nähe von Istanbul das erste Werk des Unternehmens in Asien seine Vollproduktion auf.
2013 wurde in Deutschland die Tochtergesellschaft Austrotherm Dämmstoffe GmbH gegründet. Das XPS-Werk in Wittenberge wurde im Juni 2014 eröffnet.
2020 wurden 3,5 Mio. Euro in eine neue XPS-Produktionslinie in Nis investiert.
Im Jahr 2021 errichtete Austrotherm in Grodków (Schlesien) ein drittes EPS-Dämmstoffwerk in Polen. Weiters wurde der tschechische EPS-Hersteller DCD IDEAL spol. s r.o. mit 2 Werken übernommen.
2022 übernahm Austrotherm den rumänischen XPS-Produzenten der Marke „Zentyss“.
Im August 2024 übernahm Austrotherm die EPS-Sparte der Firma Brucha, einem österreichischen Sandwichpaneel- und Kühlhaushersteller. Der Standort Michelhausen ist somit der dritte innerhalb Österreichs. Am Standort sollen auch weitere Investitionen stattfinden und Arbeitsplätze geschaffen werden. Weiters hat Austrotherm den 70 Kilometer nördlich von Athen, in Chalkida gelegenen EPS-Produzenten Monosi übernommen.
Im Jahr 2025 erweiterte das Unternehmen seine Aktivitäten in Italien und übernahm dort Gruppo Poron.

## Auslandsgesellschaften
- Austrotherm d.o.o. (Kroatien)
- Austrotherm Yalıtım Malzemeleri San. ve Tic. Ltd. Şti. (Türkei)
- Austrotherm d.o.o. (Serbien)
- Austrotherm S.R.O. (Slowakei)
- Austrotherm COM S.R.L. (Rumänien)
- Austrotherm Sp. z o.o. (Polen)
- Austrotherm Hőszigetelőanyag Gyártó Kft. (Ungarn)
- Austrotherm Bulgaria EOOD (Bulgarien)
- Austrotherm BH d.o.o. (Bosnien-Herzegowina)
- Austrotherm Dämmstoffe GmbH (Deutschland)
- Austrotherm CZ s.r.o. (Tschechien)
- Monosi-Syskevasia S.A. (Griechenland)